# Referendum über die verfassungsrechtliche Definition der Ehe in Kroatien 2013
Am 1. Dezember 2013 wurde in der Republik Kroatien ein Referendum über die verfassungsrechtliche Definition der Ehe (kroatisch Referendum o ustavnoj definiciji braka) abgehalten, bei der die große Mehrheit der Abstimmenden für eine Änderung bzw. Ergänzung im Verfassungstext votierte, welche die Ehe explizit als „Lebensgemeinschaft zwischen Mann und Frau“ definiert und somit die gleichgeschlechtliche Ehe verbietet.
Die Petition für das Referendum wurde von der kroatischen Bürgervereinigung „U ime obitelji“ (deutsch Im Namen der Familie) ins Leben gerufen, die zuvor im Mai 2013 insgesamt 749.316 Unterschriften zur Einberufung eines Referendums gesammelt hat. Diese Initiative wurde insbesondere von konservativen Parteien und Organisationen, als auch der römisch-katholischen Kirche in Kroatien befürwortet.
Am 2. Dezember 2013 wurde vom Wahlkomitee bekanntgegeben, dass bei einer Wahlbeteiligung von nur 37,90 %, insgesamt 946.433 Wähler (65,87 %) die Referendumsfrage befürworteten und 481.534 (33,51 %) diese verneinten. 8.196 Stimmen (0,57 %) wurden als ungültig gewertet.
Auf internationaler Ebene fielen sowohl positive und negative Reaktionen auf das Resultat. Es war das dritte Referendum in der Geschichte der Republik Kroatien. Das erste war das Unabhängigkeitsreferendum im Jahr 1991, beim zweiten Referendum im Jahr 2012 stimmte die Bevölkerung über den Beitritt zur Europäischen Union.

## Referendum

### Referendumsfrage
Die Referendumsfrage lautete:

„Jeste li za to da se u Ustav Republike Hrvatske unese odredba po kojoj je brak životna zajednica žene i muškarca?“

„Sind Sie für eine Ergänzung der Verfassung der Republik Kroatien, die die Ehe als Lebensgemeinschaft von Frau und Mann definiert?“

### Ergebnis

Ergebnisse nach Gespanschaften

#### Nach Gespanschaft
| Gespanschaft                                | Wahlberechtigt | Abgegebene Stimmen | %       | Für     | %       | Dagegen | %       | Ungültig | %      |
| ------------------------------------------- | -------------- | ------------------ | ------- | ------- | ------- | ------- | ------- | -------- | ------ |
| Bjelovar-Bilogora                           | 101.943        | 32.102             | 31,48 % | 22.539  | 70,21 % | 9.377   | 29,21 % | 183      | 0,57 % |
| Brod-Posavina                               | 141.318        | 46.880             | 33,17 % | 37.409  | 79,80 % | 9.183   | 19,59 % | 274      | 0,58 % |
| Dubrovnik-Neretva                           | 108.560        | 44.461             | 40,96 % | 34.286  | 77,11 % | 9.860   | 22,18 % | 309      | 0,70 % |
| Istrien                                     | 188.845        | 59.483             | 31,50 % | 24.427  | 41,07 % | 34.634  | 58,23 % | 402      | 0,68 % |
| Karlovac                                    | 117.383        | 41.658             | 35,49 % | 28.633  | 68,73 % | 12.733  | 30,57 % | 286      | 0,69 % |
| Koprivnica-Križevci                         | 95.272         | 30.944             | 32,48 % | 21.232  | 68,61 % | 9.552   | 30,87 % | 160      | 0,52 % |
| Krapina-Zagorje                             | 109.529        | 33.129             | 30,25 % | 23.754  | 71,70 % | 9.147   | 27,61 % | 225      | 0,68 % |
| Lika-Senj                                   | 47.645         | 12.005             | 25,20 % | 9.544   | 79,50 % | 2.379   | 19,82 % | 82       | 0,68 % |
| Međimurje                                   | 95.996         | 29.657             | 30,89 % | 16.138  | 54,42 % | 13.329  | 44,94 % | 184      | 0,62 % |
| Osijek-Baranja                              | 263.073        | 89.991             | 34,21 % | 64.078  | 71,20 % | 25,437  | 28,27 % | 440      | 0,49 % |
| Požega-Slawonien                            | 68.364         | 23.879             | 34,93 % | 18.828  | 78,85 % | 4.886   | 20,46 % | 165      | 0,69 % |
| Primorje-Gorski kotar                       | 268.981        | 95.735             | 35,59 % | 44.178  | 46,15 % | 51.028  | 53,30 % | 502      | 0,52 % |
| Sisak-Moslavina                             | 155.929        | 46.749             | 29,98 % | 32.046  | 68,55 % | 14.413  | 30,83 % | 282      | 0,60 % |
| Split-Dalmatien                             | 405.274        | 176.712            | 43,60 % | 137.281 | 77,69 % | 38.343  | 21,70 % | 1.015    | 0,57 % |
| Šibenik-Knin                                | 106.405        | 35.360             | 33,23 % | 26.216  | 74,14 % | 8.915   | 25,21 % | 219      | 0,62 % |
| Varaždin                                    | 146.011        | 50.226             | 34,40 % | 30.885  | 61,49 % | 18.985  | 37,80 % | 337      | 0,67 % |
| Virovitica-Podravina                        | 73.296         | 23.337             | 31,84 % | 17.380  | 74,47 % | 5.806   | 24,88 % | 148      | 0,63 % |
| Vukovar-Syrmien                             | 160.278        | 49.670             | 30,99 % | 40.128  | 80,79 % | 9.226   | 18,57 % | 301      | 0,61 % |
| Zadar                                       | 165.572        | 55.922             | 33,78 % | 42.342  | 75,72 % | 13.169  | 23,59 % | 408      | 0,73 % |
| Zagreber Gespanschaft 1                     | 271.178        | 107.814            | 39,76 % | 75.274  | 69,82 % | 31.927  | 29,61 % | 564      | 0,52 % |
| Stadt Zagreb 1                              | 686.646        | 337.639            | 49,17 % | 188.757 | 55,90 % | 146,859 | 43,50 % | 1.661    | 0,49 % |
| Stimmen aus dem Ausland                     | ?              | 13.482             | ?       | 11.078  | 82,17 % | 2,346   | 17,40 % | 49       | 0,36 % |
| Gesamt                                      | 3.791.000      | 1.436.835          | 37,90 % | 946.433 | 65,87 % | 481.534 | 33,51 % | 8.196    | 0,57 % |
| Quelle: Staatliche Wahlkommission Kroatiens |                |                    |         |         |         |         |         |          |        |